# Kurobe
Kurobe (黒部市 Kurobe-shi?) es una ciudad en la prefectura de Toyama, en la región de Chūbu, Japón. A 1  de febrero de  2018, la ciudad tenía una población estimada de 41 564 habitantes en 15 387 hogares, y una densidad de población de 95.8 personas por kilómetro cuadrado. Su área total era de 426,31 kilómetros cuadrados (164,6 mi²).

## Geografía
Kurobe se encuentra en el noreste de la prefectura de Toyama, con una topografía que va desde el nivel del mar en la bahía de Toyama hasta las montañas de 3000 metros de los Alpes del Norte en la frontera con la prefectura de Nagano. El río Kurobe atraviesa la ciudad. Kurobe tiene un clima continental húmedo (Köppen Cfa ) caracterizado por veranos suaves e inviernos fríos con fuertes nevadas. La temperatura media anual en Kurobe es de 13.7 °°C (grados Celsius). La precipitación media anual es de 2277 mm (milímetros), con septiembre como el mes más lluvioso. Las temperaturas son más altas en promedio en agosto, de alrededor de 26.2 °C, y las más bajas en enero, de alrededor de 2.6 °C.

## Demografía
Según los datos del censo japonés, la población de Kurobe ha disminuido ligeramente en los últimos 40 años. 
| Año del censo | Población |
| ------------- | --------- |
| 1970          | 41 847    |
| 1980          | 43 096    |
| 1990          | 43 754    |
| 2000          | 43 084    |
| 2010          | 41 852    |

## Ciudades hermanadas
- Sneek, Frisia, Países Bajos, desde el 10 de septiembre de 1970[6]
- Macon-Bibb, Georgia, Estados Unidos, desde el 10 de mayo de 1977[7]
- Samcheok, Corea (ciudad de la amistad)